# Qusar (Rayon)
Qusar ist ein Rayon in Aserbaidschan. Die Hauptstadt des Bezirks ist die Stadt Qusar.

## Geografie
Der Bezirk umfasst eine Fläche von 1542 km². Das Gebiet liegt im Großen Kaukasus und grenzt im Nordwesten an die Russische Föderation. Größere Teile des Bezirks sind bewaldet. Im Rayon liegt der Berg Şahdağ mit einer Höhe von 4243 Metern und der Fluss Qusar.

## Bevölkerung
Die Einwohnerzahl beträgt 99.700 (Stand: 2021). 2009 lebten im Rayon 87.500 Menschen in 84 Siedlungen. Die Mehrheit der Bevölkerung gehört dem Volk der Lesgier an.

## Wirtschaft
Der Rayon ist landwirtschaftlich geprägt. Es werden vor allem Schafe gezüchtet sowie Getreide, Gemüse und Kartoffeln angebaut. Außerdem gibt es Konserven- und Teppichfabriken.

## Kultur und Tourismus

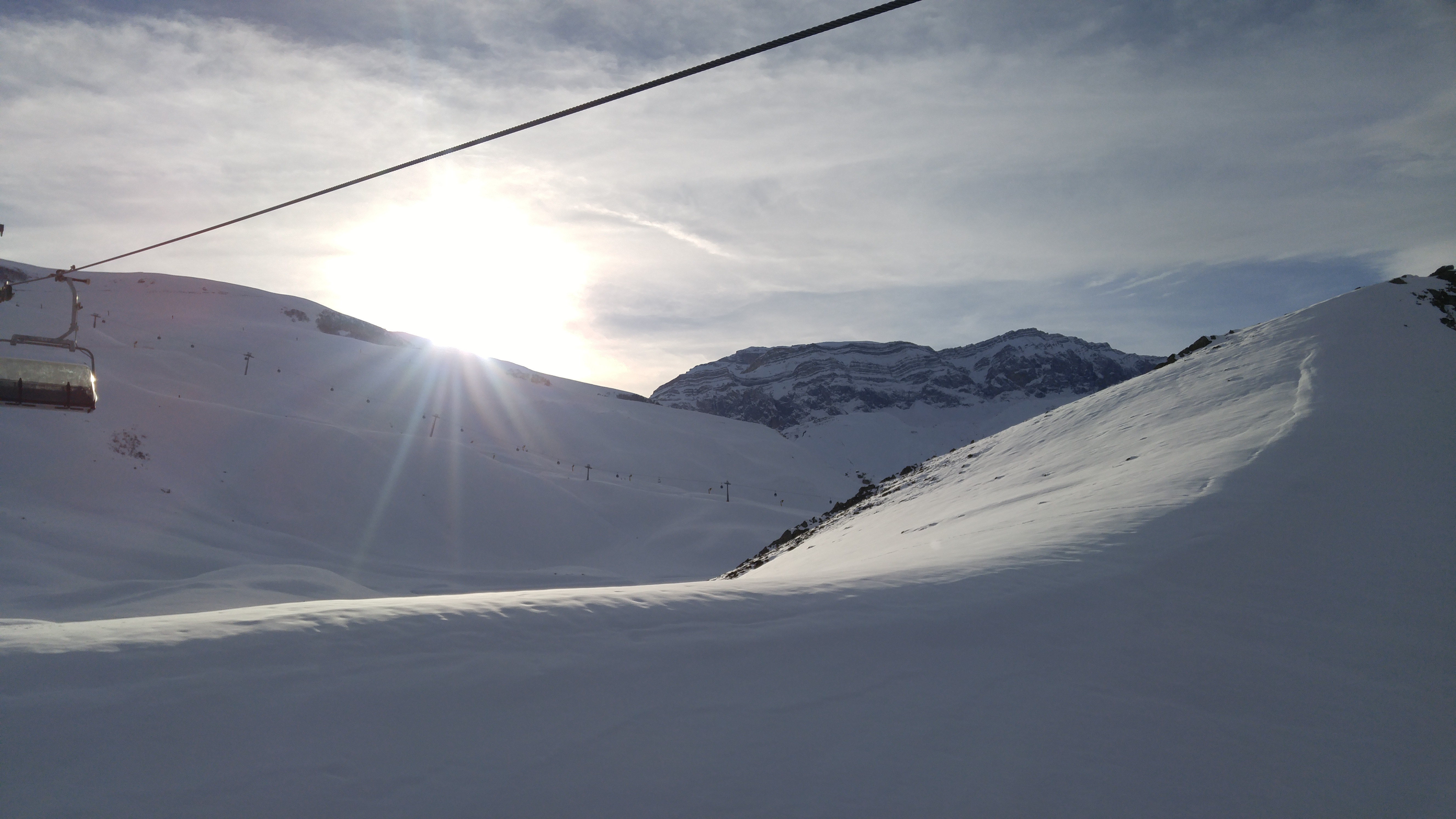
Skigebiet in Schahdag – Qusar

Neben dem Lesgischen Nationalmuseum und Nationaltheater in der Stadt Qusar befindet sich im Bezirk das Mausoleum von Sheik Juneyd im Dorf Khazra. Beim Dorf Laza liegen die Wasserfälle von Gusarchai. Bei Laza und nahe Qusar befinden sich größere Erholungsanlagen.
Im Jahre 2012 wurde der „Tourism Complex Shadag“ eröffnet. Mit der Hausbergbahn geht es ins Skigebiet-Shahdag.